# Kreuzspitze (Ammergauer Alpen)

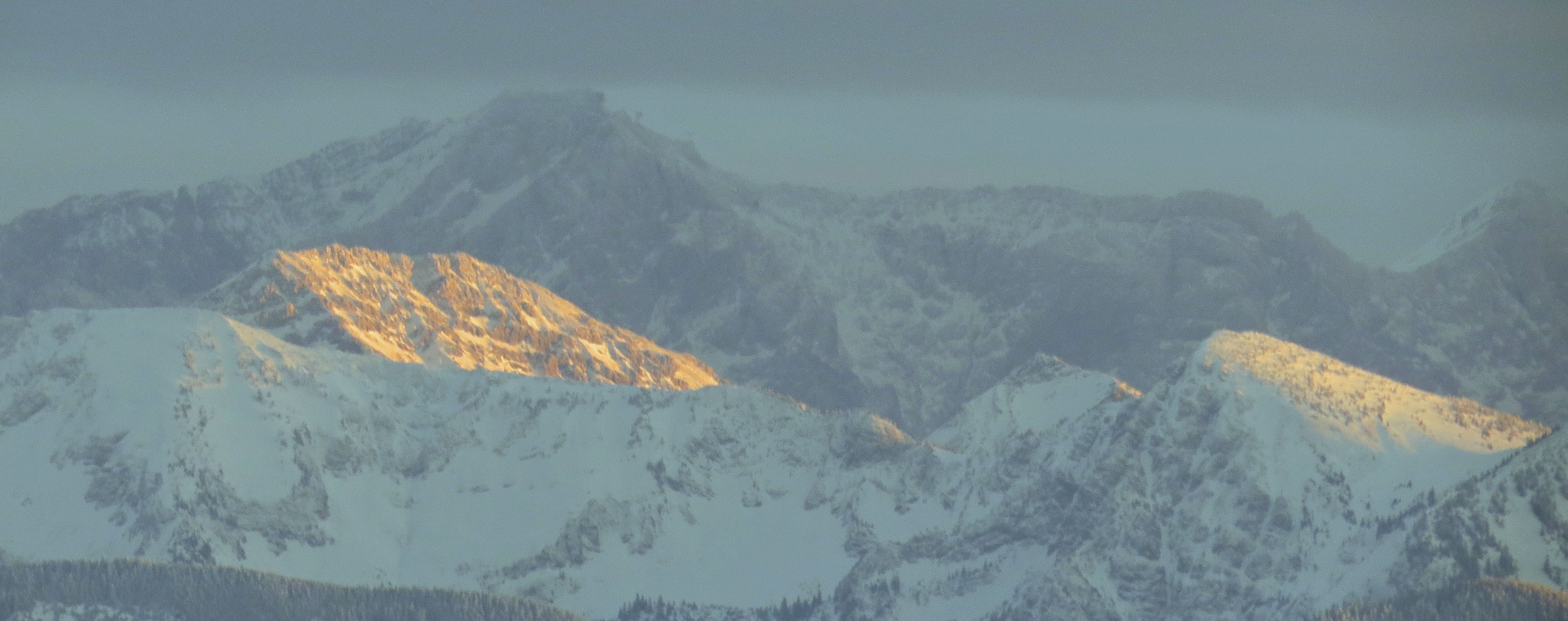
Kreuzspitz in der Abendsonne, dahinter die Zugspitze

Die Kreuzspitze (auch Kreuzspitz) ist mit 2185 Meter der höchste Berg im bayerischen Teil der Ammergauer Alpen. Die Kreuzspitze ist nicht zu verwechseln mit dem Kreuzspitzl gut 900 Meter südlicher auf der österreichischen Grenze (2089 Meter), ebenso wenig mit dem wenig westlich gelegenen Kreuzkopf oder der Kreuzspitze beim Hochvogel in den Allgäuer Alpen (2367 Meter).
Der Berg befindet sich südöstlich des Ammersattels im Ettaler Forst. Seinen Gipfel erreicht man am einfachsten über den Normalweg von Norden durch das Hochgrießkar. Es ist jedoch auch möglich, von Süden kommend das vorgelagerte Kreuzspitzl mitzunehmen und über den Grat (Stellen I bis II) den Hauptgipfel zu erreichen. Der Berg bietet auch eine anspruchsvolle Skitour durch das Hochgrießkar.
Auch die umgebenden Gipfel (Frieder, Geierköpfe, Schellschlicht) sind beliebte Tourenziele.

## Trivia
Bevor die Grafschaft Werdenfels und damit die Zugspitze 1802 an Bayern fiel, war die Kreuzspitze Bayerns höchster Berg.